# Chomatodus
Genre
Chomatodus est un  genre éteint de poissons cartilagineux holocéphales de la famille des Petalodontidae.
Les différentes espèces sont trouvées dans des terrains datant du Carbonifère au Permien, au Royaume-Uni et aux États-Unis.

## Espèces
- †Chomatodus affinis Newberry & Worthen, 1866
- †Chomatodus angulatus Newberry & Worthen, 1866
- †Chomatodus angustus Newberry, 1879
- †Chomatodus arcuatus St. John, 1870
- †Chomatodus chesterensis St. John & Worthen, 1875
- †Chomatodus comptus St. John & Worthen, 1875
- †Chomatodus costatus Newberry & Worthen, 1866
- †Chomatodus cultellus Auteur anonyme
- †Chomatodus davisi Woodward, 1889
- †Chomatodus dentatus Auteur anonyme
- †Chomatodus elegans Newberry & Worthen, 1866 - restes fossiles trouvés à Keokuk, dans l'Iowa, aux États-Unis[2],[3].
- †Chomatodus gracillimus Newberry & Worthen, 1866
- †Chomatodus inconstans St. John & Worthen, 1875
- †Chomatodus incrassatus Auteur anonyme
- †Chomatodus insignis Leidy, 1857
- †Chomatodus lamelliformis Davis, 1884
- †Chomatodus lanesvillensis Auteur anonyme
- †Chomatodus linearis Agassiz, 1843
- †Chomatodus loriformis Auteur anonyme
- †Chomatodus molaris Newberry & Worthen, 1866
- †Chomatodus newberryi Auteur anonyme
- †Chomatodus parallelus Auteur anonyme
- †Chomatodus piasaensis Auteur anonyme
- †Chomatodus ponticulus Auteur anonyme
- †Chomatodus pusillus Newberry & Worthen, 1866
- †Chomatodus selliformis Auteur anonyme
- †Chomatodus varsouviensis Auteur anonyme